# Chrysoesthia halymella
Chrysoesthia halymella is een vlinder uit de familie van de tastermotten (Gelechiidae). De wetenschappelijke naam van de soort is voor het eerst geldig gepubliceerd in 1931 door Amsel & Hering.